# Ryszard Sikora
Ryszard Sikora OFM (lub Adam Ryszard Sikora; ur. 1955 w Wejherowie) – polski teolog i zakonnik, profesor teologii biblijnej, franciszkanin. Autor tłumaczeń Biblii z języków oryginalnych na język polski i kaszubski oraz pracownik naukowy Uniwersytetu im. Adama Mickiewicza (UAM) w Poznaniu.

## Życiorys
Ukończył wejherowskie LO w 1975 roku. Święcenia kapłańskie otrzymał w 1982 roku. Po ukończeniu seminarium w Katowicach-Panewnikach (1976–1982) odbył studia specjalistyczne z zakresu biblistyki na Katolickim Uniwersytecie Lubelskim w latach 1983–1988, a także w Papieskim Instytucie Biblijnym w Rzymie (1989–1992) i na Uniwersytecie Harvarda w USA (1993). W latach 1994–1998 pracował w Instytucie Nauk Biblijnych Katolickiego Uniwersytetu Lubelskiego Jana Pawła II w Lublinie. Od 1993 do 2022 roku wykładał w WSD Franciszkanów we Wronkach, od roku 1998 jest adiunktem na Wydziale Teologicznym UAM w Poznaniu, a od 2010 roku – profesorem nadzwyczajnym UAM  na Wydziale Teologicznym UAM w Poznaniu. W latach 1997–2003 był prowincjałem Prowincji św. Franciszka z Asyżu.

## Działalność naukowa i popularyzacyjna
Autor siedmiu książek i ok. 80 artykułów naukowych, a także redaktor dwóch monografii. Autor przekładu z języka greckiego na polski czterech ksiąg Nowego Testamentu w tzw. Biblii Paulistów (2005) oraz z języka greckiego na kaszubski (osobno wydane Ewangelie Marka w 2001, Jana w 2007, Mateusza w 2009 i Łukasza w 2010). Członek Stowarzyszenia Biblistów Polskich (od 2008 członek Zarządu Głównego Stowarzyszenia) oraz Associazione ex-Alunni del Pontificio Istituto Biblico. Od 2009 kierownik Zakładu Egzegezy Starego i Nowego Testamentu WT UAM w Poznaniu. W 2010 r. uczestniczył w pracach Komisji ds. duszpasterstwa Episkopatu Polski. Członek Rady naukowej „Studiów Franciszkańskich” i „Scripturae Lumen”. W 2010 został powołany do Rady naukowej Kongresu Teologów Polskich. Inicjator kaszubskich Verba Sacra, podczas których w kolegiacie wejherowskiej prezentowane są od 2004 teksty biblijne po kaszubsku. Za jego kadencji jako prowincjała, 6 czerwca 1999 w Sopocie, papież Jan Paweł II koronował Obraz M. B. Wejherowskiej

## Nagrody
Laureat „Medalu Miasta Wejherowa”, „Srebrnej Odznaki Gryfa”, „Statuetki Jakuba Wejhera”, „Bursztynowego Gryfa” i „Medalu Stolema”.